# Жуниньо Пернамбукано
Анто́нио Аугу́сто Рибе́йро Ре́ис Жу́ниор (порт.-браз. Antônio Augusto Ribeiro Reis Júnior; род. 30 января 1975, Ресифи), более известный как Жуни́ньо Пернамбука́но (порт. Juninho Pernambucano) — бразильский футболист, выступавший на позиции полузащитника. Один из лучших исполнителей штрафных ударов за всю историю.
Прозвище футболиста «Пернамбукано» появилось в связи с необходимостью отличить этого футболиста от чемпиона мира 2002 года Жуниньо Паулисты. Пернамбукано означает «из штата Пернамбуку». Он игрок, который забил больше всего штрафных ударов в официальных соревнованиях (77), опередив Пеле (70).

## Карьера
После переезда в Европу в 2001 году 8 сезонов провёл в клубе «Олимпик Лион», в составе которого стал 7-кратным чемпионом Франции, при том, что до прихода Жуниньо клуб ни разу не был чемпионом. За восемь сезонов в чемпионате Франции Жуниньо провёл 248 матчей и забил 75 мячей (4 раза забивал по 10 и более мячей за сезон). Всего забил за «Олимпик Лион» 100 мячей в 343 матчах, в том числе 44 мяча ударами со штрафных.
В июне 2009 года заключил двухлетний контракт с клубом «Аль-Гарафа» из Катара, сумма сделки составила 2,5 миллиона евро.
27 апреля 2011 года Жуниньо Пернамбукану заключил контракт с «Васко да Гама». За эту команду 36-летний Жуниньо выступал в начале своей карьеры до переезда в Европу. Заработная плата полузащитника составит всего 260 евро в месяц. Однако помимо этой суммы в случае выхода команды в Кубок Либертадорес футболист будет получать премиальные, а также 50 % всех будущих рекламных контрактов Vascão. В интервью официальному сайту клуба после подписания контракта футболист признался:

В «Васко да Гама» я еду не ради больших денег. Я просто хочу вернуться в свой родной клуб и принести ему пользу.

По окончании сезона 2012 Жуниньо, незадолго до того оказавшийся фигурантом скандала в связи с уклонением от послематчевого допинг-теста, не стал продлевать контракт с клубом. 17 декабря 2012 года он перешёл в клуб МЛС «Нью-Йорк Ред Буллз». 18 апреля 2013 года в матче против «Спортинг Канзас-Сити» получил прямую красную карточку после подачи мяча вратарю команды соперника, приведшую к ушибу плеча последнего. 4 июля Жуниньо разорвал контракт с клубом из Нью-Йорка и вернулся в «Васко да Гама».
Хотя ещё летом, после возвращения на родину, Жуниньо анонсировал завершение карьеры по окончании бразильского сезона, точку в его карьере поставила случайная травма. 10 ноября 2013 года на 10-й минуте матча против «Сантоса» футболист получил ушиб паха и был унесён с поля на носилках. 30 января 2014 года Жуниньо Пернамбукано объявил об уходе из футбола. На прощальной пресс-конференции, состоявшейся 4 февраля, он связал своё решение непосредственно с ноябрьской травмой.

## Достижения

### Командные
«Спорт Ресифи»
- Чемпион Пернамбуку: 1994
- Обладатель Кубка Северо-Востока: 1994

«Васко да Гама»
- Чемпион Бразилии: 1997
- Обладатель Кубка Жуана Авеланжа: 2000
- Обладатель Кубка Либертадорес: 1998
- Обладатель Кубка Меркосур: 2000
- Чемпион Рио-де-Жанейро: 1998
- Обладатель Кубка Гуанабара (2): 1998, 2000
- Обладатель Кубка Рио (3): 1998, 1999, 2001
- Победитель Турнира Рио-Сан-Паулу: 1999
- Серебряный призёр Клубного чемпионата мира: 2000
- Финалист Межконтинентального кубка: 1998

«Лион»
- Чемпион Франции (7): 2001/02, 2002/03, 2003/04, 2004/05, 2005/06, 2006/07, 2007/08
- Обладатель Кубка Франции: 2007/08
- Обладатель Суперкубка Франции (6): 2002, 2003, 2004, 2005, 2006, 2007
- Финалист Кубка французской лиги: 2006/07

«Аль-Гарафа»
- Чемпион Катара: 2009/10
- Обладатель Кубка эмира Катара: 2009
- Обладатель Кубка Наследного принца Катара (2): 2010, 2011

«Нью-Йорк Ред Буллз»
- Победитель Восточной конференции MLS: 2013
- Обладатель Supporters’ Shield MLS: 2013

Сборная Бразилии
- Обладатель Кубка конфедераций: 2005
- Победитель Турнира в Тулоне: 1995

Итого: 35 трофеев

### Личные
- Лучший игрок Чемпионата Франции: 2005/06
- Лучший игрок месяца Чемпионата Франции (3): февраль 2005, март 2005, октябрь 2007
- Входит в символическую сборную года по версии European Sports Media: 2005/06, 2006/07
- Член символической сборной сезона Чемпионата Франции (3): 2003/04, 2004/05, 2005/06
- Лучший игрок года в Катаре: 2010